# Logique algébrique

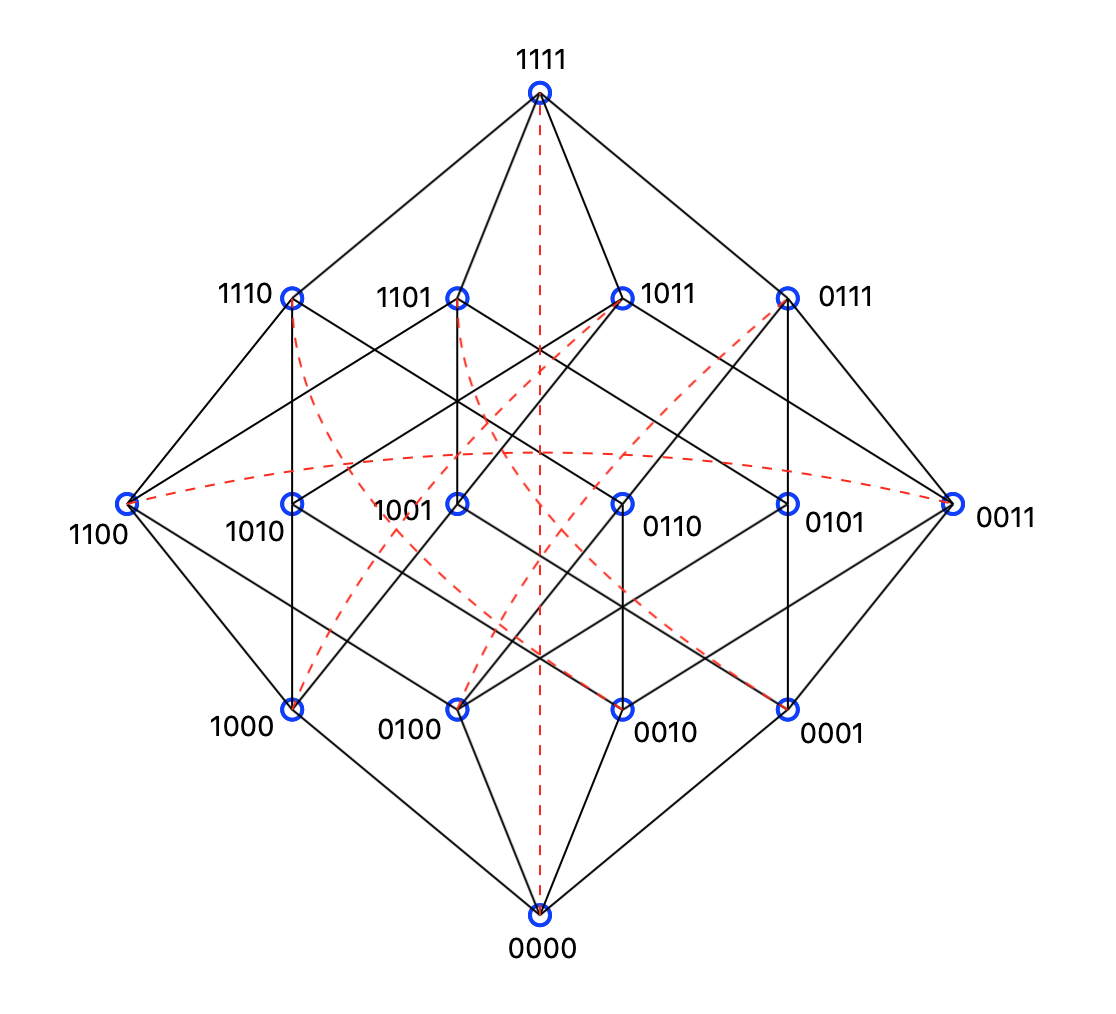
Diagramme d'un exemple, d'algèbre de De Morgan. Suivant la logique algébrique.

En  logique mathématique, la logique algébrique est le raisonnement obtenu en manipulant des équations avec des variables libres.
Ce qui est maintenant généralement appelé la logique algébrique classique se concentre sur l'identification et la description algébrique des modèles adaptés à l'étude de différentes logiques (sous la forme de classes d'algèbres qui constituent la sémantique algébrique de ces systèmes déductifs) et aux problèmes connexes, comme la représentation et la dualité.

## Algèbres comme modèles de logiques
La logique algébrique traite les structures algébriques, et les treillis comme modèles (interprétations) de certaines logiques.
En logique algébrique:
- Les variables sont tacitement universellement quantifiées sur un univers du discours. Il n'y a pas de variables existentiellement quantifiés ou de formules ouvertes;
- Les termes sont construits à partir de variables à l'aide des opérations primitives et définies. Il n'y a pas de connecteurs;
- Les formules, construites à partir de termes, peuvent être assimilés si elles sont logiquement équivalentes;
- Le Modus ponens est valable, mais est rarement employé.

Dans le tableau ci-dessous, la colonne de gauche contient un ou plusieurs systèmes logiques ou mathématiques, et la structure algébrique est présenté sur la droite du tableaux.
Les formalismes algébriques allant au-delà la logique du premier ordre incluent notamment:
- La logique combinatoire, ayant la puissance expressive de la  théorie des ensembles;
- L'algèbre relationnelle, sans doute la logique algébrique paradigmatique qui peut exprimer l'arithmétique de Peano et les théories des ensembles axiomatiques, y compris la ZFC canonique.

| Système logique                            | Son algèbre de Lindenbaum                     |
| Calcul propositionnel classique            | Algèbre de Boole                              |
| Logique propositionnelle intuitionniste    | Algèbre de Heyting                            |
| Logique de Łukasiewicz                     | Algèbre-MV (en)                               |
| Logique modale K                           | Algèbre modale                                |
| S4                                         | Algèbre intérieure                            |
| S5; Calcul des prédicats monadique         | Algèbre Booléenne monadique                   |
| Logique du premier ordre                   | Algèbre Booléenne complète Algèbre polyadique |
| Logique du premier ordre avec les égalités | Algèbre cylindrique                           |
| Théorie des ensembles                      | Logique combinatoire Algèbre relationnelle    |

## Histoire
La logique algébrique est, peut-être, l'approche la plus ancienne à la logique formelle, et a sans doute émergée dans certaines des notes que Leibniz a écrit dans les années 1680, dont certaines ont été publiées au XIXe siècle et traduit en anglais par Clarence Lewis en 1918. Mais la quasi-totalité du travail connu sur la logique algébrique de Leibniz a seulement été publié en 1903 après que Louis Couturat découvre le Nachlass (en) de Leibniz.
Brady (2000) a examiné les riches liens historiques entre la logique algébrique et la théorie des modèles. Les fondateurs de la théorie des modèles, Ernst Schröder et Leopold Löwenheim, étaient des logiciens. Alfred Tarski, le fondateur de la théorie des modèles, une branche importante de la logique mathématique contemporaine, mais a aussi:
- Co-découvert l'agèbre de Lindenbaum–Tarski;
- Inventé l'algèbre cylindrique;
- Écrit l'article de 1941 qui réanimé algèbre relationnelle, qui peut être considéré comme le point de départ de la logique algébrique abstraite.

La logique mathématique moderne a débuté en 1847, avec deux brochures dont les auteurs respectifs étaient Auguste De Morgan et George Boole. Ceux-ci, et plus tard C. S. Peirce, Hugh MacColl (en), Frege, Peano, Bertrand Russell, et A. N. Whitehead partageaient tous le rêve de Leibniz de combiner la  logique symbolique, les mathématiques et la philosophie. L'algèbre relationnelle est sans doute le point culminant de l'approche de Leibniz à la logique. À l'exception de quelques écrits de Leopold Loewenheim et Thoralf Skolem, la logique algébrique est passée dans l'ombre peu de temps après la publication des Principia Mathematica (1910-1913), pour être de nouveau relancé en 1941 lors de la réexposition de Tarski l'algèbre relationnelle.
Leibniz n'a eu aucune influence sur la montée de la logique algébrique car ses écrits logiques n'ont que peu été étudiés avant les traductions Parkinson et Loemker. Pour voir comment le travail actuel en logique et en métaphysique s'est inspiré de la pensée de Leibniz, voir Zalta (2000).

## Lectures supplémentaires
- J. Michael Dunn et Gary M. Hardegree, Algebraic Methods in Philosophical Logic, Oxford University Press, 2001, 470 p. (ISBN 978-0-19-853192-0) Good introduction for readers with prior exposure to non-classical logics but without much background in order theory and/or universal algebra; the book covers these prerequisites at length. This book however has been criticized for poor and sometimes incorrect presentation of AAL results. Review by Janusz Czelakowski
- Hajnal Andréka, István Németi and Ildikó Sain, Handbook of Philosophical Logic, vol 2, Springer, 2001 (ISBN 978-0-7923-7126-7), « Algebraic logic » draft
- Willard Quine, 1976, "Algebraic Logic and Predicate Functors" in The Ways of Paradox. Harvard Univ. Press: 283-307.

Perspective historique
- Burris, Stanley, 2009. The Algebra of Logic Tradition.  Stanford Encyclopedia of Philosophy.
- Brady, Geraldine, 2000. From Peirce to Skolem: A Neglected Chapter in the History of Logic. North-Holland/Elsevier Science BV: catalog page, Amsterdam, Netherlands, 625 pages.
- Ivor Grattan-Guinness, 2000. The Search for Mathematical Roots. Princeton University Press.
- Lenzen, Wolfgang, 2004, "Leibniz’s Logic" in Gabbay, D., and Woods, J., eds., Handbook of the History of Logic, Vol. 3: The Rise of Modern Logic from Leibniz to Frege. North-Holland: 1-84.
- Roger Maddux, 1991, "The Origin of Relation Algebras in the Development and Axiomatization of the Calculus of Relations" Studia Logica 50: 421-55.
- Loemker, Leroy (1969 (1956)), Leibniz: Philosophical Papers and Letters, Reidel. Check date values in: |date= (help)
- Parkinson, G.H.R., 1966. Leibniz: Logical Papers. Oxford University Press.
- Zalta, E. N., 2000, "A (Leibnizian) Theory of Concepts," Philosophiegeschichte und logische Analyse / Logical Analysis and History of Philosophy 3: 137-183.